# Binturong
Binturong (lat. Arctictis binturong) je vrsta iz porodice Viverridae, koja uključuje cibetke i genete. Binturong je jedini član svoga roda. Binturong nije ni medvjed ni mačka, a pravo je značenje izvornog imena izgubljeno. Lokalni jezik iz kojeg potječe ime "binturong" u međuvremenu je izumro.
Binturong je noćna životinja i spava na granama. Jede prvenstveno voće, ali i hranu životinjskog porijekla. Krčenje šuma uvelike smanjuje njegovu brojnost. Mijenja zvuk glasa ovisno o raspoloženju.
Binturong može živjeti više od 20 godina u zatočeništvu. Budući da je krupan, svejed i da se može agresivno braniti, binturonga ponekad uspoređuju s medvjedom, ali je znatno manji, ne veći od malog psa.
Prosječna dužina tijela s glavom je obično između 60 i 97 cm, a težina se obično kreće između 9 i 20 kg, iako mogu težiti i 23 kg ili više. Njegovo tijelo prekriveno je grubom, debelom crnom dlakom. Dlake su često srebrno-bijele na vrhu, dajući nešto prosijed izgled. Ima svjetliju dlaku na licu, kako bi izgledao veći drugim životinjama. Rep je vrlo upotrebljiv, gotovo kao još jedna ruka i dug je gotovo kao i tijelo, od 50 do 84 cm. Njime se pomaže pri kretanju, ovija se njime oko drveća. Uši su male i zaobljene, a i oči su male. Ženke su 20% veće od mužjaka. [6]
Javlja se u većem broju država kao što su: Bangladeš, Butan, Mijanmar, Kambodža, Kina, Indija, Indonezija, Laos, Malezija, Nepal, Filipini, Šri Lanka, Tajland i Vijetnam.

## Vanjske poveznice
Ostali projekti
|  | Zajednički poslužitelj ima još gradiva o temi Binturong |
|  | Wikivrste imaju podatke o taksonu Binturong             |